# Équipe des États-Unis de rugby à XV
Cet article traite de l'équipe masculine. Pour l'équipe féminine, voir Équipe des États-Unis de rugby à XV féminin.
L'équipe des États-Unis de rugby à XV est l'équipe représentant les États-Unis dans les compétitions internationales majeures.
Elle rassemble les meilleurs joueurs des États-Unis sous l'autorité de la Fédération américaine ou USA Rugby depuis 1975. Elle compte à son palmarès deux médailles d'or olympiques remportées en 1920 à Anvers et en 1924 à Paris.

## Historique

### Origines
Le rugby a été introduit aux États-Unis par des immigrants britanniques au milieu du XIXe siècle. En 1872, il y avait des clubs de rugby qui prospéraient dans la baie de San Francisco, composés essentiellement d'expatriés britanniques. Le 2 décembre 1882, l'équipe californienne des California Golden Bears, joua face à un groupe composé d'anciens Britanniques, qui se faisaient appeler les Phoenix Rugby Club de San Francisco. L'équipe californienne perdit contre le club de Phoenix 7-4. Ce fut le début de la tradition du rugby californien.
Le rugby aux États-Unis a toujours eu une étroite relation avec le football américain. Les sports de rugby, de football et les sports hybrides ont toujours été joués par les universités américaines. La première rencontre enregistrée a eu lieu en mai 1874 entre l'université Harvard et l'université McGill, à Cambridge. McGill gagna le match et le jeu suscita un intérêt sur les campus universitaires du pays.
En 1876, l'université Yale, l'université Harvard, l'université de Princeton et l'université Columbia formèrent l'Intercollegiate Football Association, et utilisèrent le code du rugby, à l'exception d'une légère différence dans la notation. Le football américain moderne est un descendant de ces règles. En 1886, Harvard Oscar Shafter Howard introduisit ces règles sur le campus de Berkeley.
Le football américain était violent et les blessures étaient fréquentes. Ainsi, le public s'alarma de la brutalité de ce sport. Le président Theodore Roosevelt menaça d'interdire ce sport à moins que le comité national des règles apporte des changements qui satisfassent les écoles de l'est du pays. À partir de la saison 1906, le rugby est devenu le sport majeur à l'université Stanford, à l'université de Californie et plusieurs autres collèges en Californie, mais le sport tomba dans l'oubli avec le déclenchement de la Première Guerre mondiale
Le premier match international des États-Unis a été joué le 16 novembre 1912 à Berkeley contre les Wallabies. Les visiteurs ont remporté le match 12-8. Un an plus tard, les États-Unis accueillirent la Nouvelle-Zélande au même endroit, mais le score n'a pas été aussi serré, et les Néo-Zélandais se sont largement imposés sur un score de 51-3.

### L'ère professionnelle
Le professionnalisme ne parvient pas à décoller aux États-Unis, où le rugby reste un sport mineur. En effet, les Américains vouent toujours un véritable culte aux sports collectifs tels que le football américain, le basket-ball ou encore le baseball et le hockey sur glace. Le rugby n'est, par exemple, pas encore reconnu par la National Collegiate Athletic Association comme étant un sport universitaire officiel, bien qu'il soit pratiqué dans de nombreuses universités à travers le pays.
Malgré tout, les meilleurs internationaux américains arrivent à s'exporter dans les championnats européens les plus relevés. Si la plupart d'entre eux évoluent principalement en Angleterre, comme le trois-quarts polyvalent Chris Wyles ou le deuxième ligne Hayden Smith, d'autres s'exilent également en France, comme l'ailier Takudzwa Ngwenya ou le troisième ligne aile Scott LaValla. Todd Clever, premier joueur américain à avoir évolué en Super Rugby, reste pour le moment une exception d'expatriation dans l'hémisphère sud.
L'équipe s'est toujours qualifiée pour la Coupe du monde, sauf pour celle de 1995. Néanmoins, depuis quelques années  maintenant, le niveau de l'équipe stagne. En effet, le manque de matchs de haut niveau et le peu de moyens dont dispose la fédération empêche toute élévation du niveau de jeu par rapport à celui proposé durant la dernière décennie.
Qualifiés pour la Coupe du monde 2011, les Eagles entament la compétition en perdant 22-10 face à une équipe d'Irlande douteuse[réf. nécessaire]. Les Américains battent ensuite l'équipe de Russie (6-13) et atteignent alors leur principal objectif dans cette compétition avant de chuter lourdement contre l'équipe d'Australie (67-5). Ils affrontent l'équipe d'Italie pour le dernier match et perdent sur le score de 27-10, terminant 4e de la poule.

## Palmarès

### Parcours en Coupe du monde
Le tableau suivant récapitule les performances des États-Unis en Coupe du monde. Les Américains ont participé sept fois à la phase finale, ne ratant que celles de 1995 et 2023.
| Édition               | Rang         | Bilan          |
| --------------------- | ------------ | -------------- |
| Nouvelle-Zélande 1987 | Poule        | 1 v, 0 n, 2 d  |
| Angleterre 1991       | Poule        | 0 v, 0 n, 3 d  |
| Afrique du Sud 1995   | Non Qualifié | --             |
| Pays de Galles 1999   | Poule        | 0 v, 0 n, 3 d  |
| Australie 2003        | Poule        | 1 v, 0 n, 3 d  |
| France 2007           | Poule        | 0 v, 0 n, 4 d  |
| Nouvelle-Zélande 2011 | Poule        | 1 v, 0 n, 3 d  |
| Angleterre 2015       | Poule        | 0 v, 0 n, 4 d  |
| Japon 2019            | Poule        | 0 v, 0 n, 4 d  |
| France 2023           | Non Qualifié | --             |
| Total                 | Total        | 3 v, 0 n, 26 d |

Légende : v = victoire ; n = match nul ; d = défaite.

### Jeux olympiques

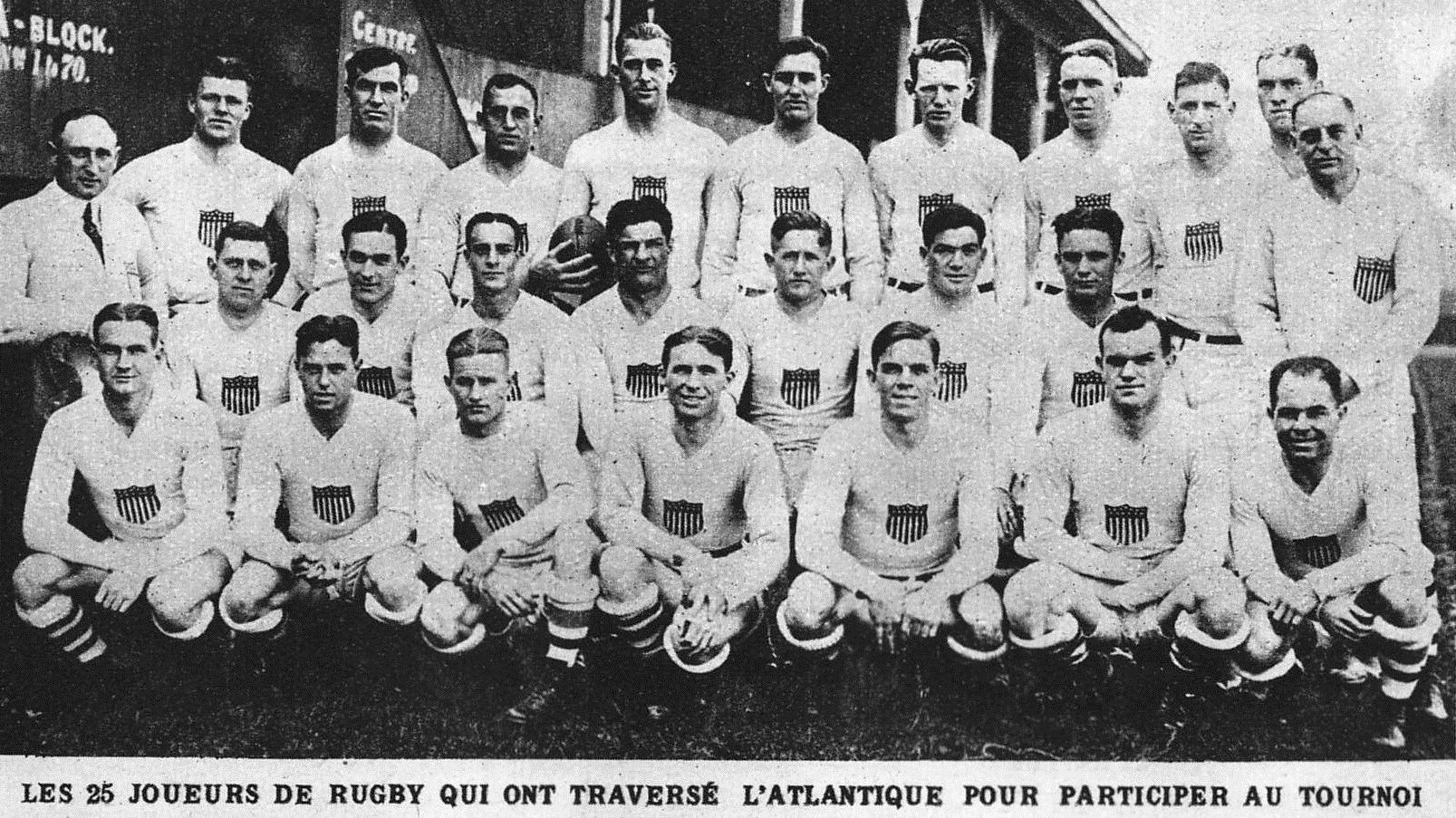
L'équipe américaine championne olympique à Paris 1924.

L'équipe américaine a remporté les deux derniers titres de champion olympique de rugby en 1920 et 1924 contre l'équipe de France. L'équipe américaine était composé de rugbymen universitaires et non de joueurs de football américain, comme le laissa entendre une rumeur tenace.
Richard Hyland, de Stanford University, fut déclaré meilleur joueur de la partie en 1924 au poste de trois-quarts aile droit. Huit Américains ont été double champions olympiques en tant que joueurs, dont :
- 4 en étant titularisés aux deux olympiades : 
  - Charlie Doe Jr (université Stanford) qui fut titularisé comme capitaine face à la Roumanie en 1924 au poste d'arrière. Il joua la revanche perdue de 1920 à Colombes comme troisième ligne aile[2].
  - Rudy Scholz (Santa Clara University), demi de mêlée en 1924, joua la revanche perdue de 1920 à Colombes comme 3/4 centre.
  - Jack Patrick (Stanford University), seconde ligne en 1924, joua la revanche perdue de 1920 à Colombes comme 3/4 centre.
  - John O'Neil (Santa Clara University), talonneur en 1924, joua la revanche perdue de 1920 à Colombes comme pilier.
- 3 en étant sélectionnés aux deux olympiades :
  - Colby Slater titularisé comme capitaine face à la France en 1924 au poste de troisième ligne. Il joua la revanche perdue de 1920 à Colombes comme seconde ligne.
    - Charles Mehan (titularisé en 1920; première ligne) - joua la revanche perdue de 1920 à Colombes comme talonneur

  - Charles Tilden Jr titularisé comme capitaine en 1920 au poste de seconde ligne. Il était par ailleurs manager général du team. Il joua la revanche perdue de 1920 à Colombes, toujours comme capitaine.
- 1 Américain a été double champion olympique en tant qu'entraîneur : Daniel Carroll[3]

### Autres compétitions
- Vainqueur du Americas Rugby Championship en 2017 et 2018.

## Les stades desEagles
Contrairement aux équipes nationales européennes, les Eagles, comme la Nouvelle-Zélande, l'Australie et l'Afrique du Sud, n'ont pas de stade privilégié pour les rencontres à domicile. Ils jouent dans la plupart des grands stades américains qui accueillent les matchs de la Major League Soccer. Ils ont déjà utilisé plusieurs fois le Infinity Park, un stade situé à Glendale dans la ville de Denver.

## Composition desEagles

### Groupe américain
Les joueurs cités ci-dessous ont été sélectionnés par Gary Gold pour la Coupe du monde 2019.
Le nombre de sélections et de points inscrits a été mis à jour le 10 septembre 2019.

#### Les avants
| Nom               | Poste           | Naissance         | Sélections (points marqués) | Club                        | Année 1re sélection | In |
| Dylan Fawsitt     | Talonneur       | 24 juillet 1990   | 21 (15)                     | Rugby United New York       | 2018                |    |
| James Hilterbrand | Talonneur       | 21 mai 1989       | 19 (0)                      | Manly RFC                   | 2016                |    |
| Joe Taufete'e     | Talonneur       | 4 octobre 1992    | 32 (100)                    | Worcester Warriors          | 2015                |    |
| David Ainu'u      | Pilier          | 20 novembre 1999  | 17 (0)                      | Stade toulousain            | 2018                |    |
| Eric Fry          | Pilier          | 14 septembre 1987 | 51 (15)                     | Rugby club vannetais        | 2011                |    |
| Olive Kilifi      | Pilier          | 28 septembre 1986 | 28 (0)                      | Seawolves de Seattle        | 2013                |    |
| Titi Lamositele   | Pilier          | 11 février 1995   | 34 (10)                     | Saracens                    | 2013                |    |
| Paul Mullen       | Pilier          | 16 novembre 1991  | 28 (0)                      | Sans club                   | 2018                |    |
| Nate Brakeley     | 2e ligne        | 31 août 1989      | 21 (5)                      | Rugby United New York       | 2016                |    |
| Nick Civetta      | 2e ligne        | 5 novembre 1989   | 25 (20)                     | Sans club                   | 2016                |    |
| Ben Landry        | 2e ligne        | 26 mars 1991      | 22 (5)                      | Ealing Trailfinders         | 2016                |    |
| Greg Peterson     | 2e ligne        | 26 mars 1991      | 37 (5)                      | Newcastle Falcons           | 2014                |    |
| Hanco Germishuys  | 3e ligne aile   | 24 août 1996      | 17 (45)                     | Raptors du Colorado         | 2016                |    |
| Tony Lamborn      | 3e ligne aile   | 31 juillet 1994   | 19 (35)                     | Melbourne Rebels            | 2015                |    |
| Ben Pinkelman     | 3e ligne aile   | 13 juin 1994      | 2 (0)                       | États-Unis VII              | 2019                |    |
| John Quill        | 3e ligne aile   | 10 mars 1990      | 36 (25)                     | Rugby United New York       | 2012                |    |
| Malon Al-Jiboori  | 3e ligne centre | 1er août 1997     | 5 (5)                       | Sans club                   |                     |    |
| Cam Dolan         | 3e ligne centre | 7 mars 1990       | 61 (80)                     | Gold de La Nouvelle-Orléans | 2013                |    |

#### Les arrières
| Nom                  | Poste            | Naissance         | Sélections (points marqués) | Club                 | Année 1re sélection | In |
| Nate Augspurger      | Demi de mêlée    | 31 janvier 1990   | 33 (35)                     | Legion de San Diego  | 2016                |    |
| Shaun Davies         | Demi de mêlée    | 20 juin 1989      | 25 (33)                     | Raptors du Colorado  | 2012                |    |
| Ruben de Haas        | Demi de mêlée    | 9 octobre 1998    | 26 (37)                     | Cheetahs             | 2018                |    |
| AJ MacGinty          | Demi d'ouverture | 26 février 1990   | 32 (276)                    | Sale Sharks          | 2015                |    |
| Will Magie           | Demi d'ouverture | 23 février 1992   | 25 (82)                     | Sans club            | 2017                |    |
| Bryce Campbell       | 3/4 centre       | 21 septembre 1994 | 41 (35)                     | London Irish         | 2016                |    |
| Paul Lasike          | 3/4 centre       | 18 juin 1990      | 20 (25)                     | Harlequins           | 2018                |    |
| Thretton Palamo      | 3/4 centre       | 22 septembre 1988 | 18 (0)                      | Sabercats de Houston | 2007                |    |
| Marcel Brache        | 3/4 aile         | 15 octobre 1987   | 30 (20)                     | Western Force        | 2016                |    |
| Martin Iosefo        | 3/4 aile         | 13 janvier 1990   | 6 (10)                      | États-Unis VII       | 2016                |    |
| Blaine Scully (cap.) | 3/4 aile         | 29 février 1988   | 54 (65)                     | Sans club            | 2011                |    |
| Mike Te'o            | 3/4 aile         | 23 juillet 1993   | 26 (70)                     | Legion de San Diego  | 2016                |    |
| Will Hooley          | Arrière          | 28 octobre 1993   | 12 (28)                     | Bedford Blues        | 2007                |    |

### Joueurs emblématiques
Avants
- Todd Clever
- Luke Gross
- Dave Hodges
- Dan Lyle
- Mike MacDonald
- John O'Neil
- Alec Parker
- Kort Schubert

Demis
- Matt Alexander
- Charlie Doe
- Mike Hercus
- Rudy Scholz

Trois-quarts et arrières
- Vaea Anitoni
- Daniel Carroll
- Paul Emerick
- Richard Hyland
- Ray Nelson
- Takudzwa Ngwenya
- Mike Palefau
- Jack Patrick
- Kevin Swiryn
- Chris Wyles

### Entraîneurs notables desEagles
| Entraîneur       | Période d’activité |
| ---------------- | ------------------ |
| Duncan Hall      | 2000-2001          |
| Tom Billups      | 2001-2006          |
| Peter Thorburn   | 2006-2007          |
| Scott Johnson    | 2008-2009          |
| Eddie O'Sullivan | 2009-2011          |
| Mike Tolkin      | 2012-2015          |
| John Mitchell    | 2016-2017          |
| Gary Gold (en)   | 2018-              |

## Statistiques

### Statistiques sur les matchs
Le tableau suivant dresse le bilan des matchs contre tous les adversaires principaux de l'équipe des États-Unis, il est mis à jour au 2 novembre 2014.
| Adversaire            | Matchs | Victoires | Nuls | Défaites | Pts marqués | Pts encaissés | % victoires |
| --------------------- | ------ | --------- | ---- | -------- | ----------- | ------------- | ----------- |
| Afrique du Sud        | 3      | 0         | 0    | 3        | 42          | 145           | 0,00        |
| Angleterre            | 5      | 0         | 0    | 5        | 52          | 253           | 0,00        |
| Argentine             | 9      | 0         | 0    | 9        | 149         | 281           | 0,00        |
| Australie             | 7      | 0         | 0    | 7        | 68          | 321           | 0,00        |
| Canada                | 51     | 12        | 1    | 38       | 716         | 1 191         | 23,52       |
| Écosse                | 4      | 0         | 0    | 4        | 50          | 181           | 0,00        |
| Fidji                 | 5      | 1         | 0    | 4        | 83          | 123           | 20,00       |
| France                | 8      | 2         | 0    | 6        | 93          | 181           | 14,29       |
| Pays de Galles        | 7      | 0         | 0    | 7        | 86          | 305           | 0,00        |
| Irlande               | 8      | 0         | 0    | 8        | 82          | 306           | 0,00        |
| Italie                | 3      | 0         | 0    | 3        | 44          | 100           | 0,00        |
| Japon                 | 20     | 12        | 1    | 7        | 585         | 443           | 60,00       |
| Nouvelle-Zélande      | 3      | 0         | 0    | 3        | 15          | 171           | 0,00        |
| Māori de Nlle Zélande | 3      | 0         | 0    | 3        | 56          | 172           | 0,00        |
| Roumanie              | 6      | 5         | 0    | 1        | 158         | 59            | 83,33       |
| Samoa                 | 3      | 0         | 0    | 3        | 53          | 71            | 0,00        |
| Tonga                 | 6      | 1         | 0    | 5        | 86          | 148           | 16,66       |
| Total                 | 150    | 32        | 2    | 116      | 2 418       | 4 451         | 21,33       |

### Statistiques concernant les joueurs
(décembre 2024).
- Si vous ne connaissez pas le sujet, laissez ce bandeau (vous pouvez alors contacter les auteurs).
- Si vous supprimez le contenu mis en cause (vous pouvez préalablement contacter les auteurs),

argumentez précisément cette suppression dans la page de discussion
(un manque de référence n'est pas un argument ; une recherche réelle de référence doit avoir été effectuée, être formellement documentée).
Les noms en gras indiquent les joueurs qui sont encore en activité (mis à jour le 21 novembre 2022).

#### Record desélections
La liste suivante dresse le bilan des records de sélections pour l'équipe des États-Unis de rugby à XV, elle met en valeur les joueurs des 25 dernières années, il faut noter qu'un classement par nombre de sélections ne dépend pas que de la qualité du joueur mais aussi du nombre de rencontres internationales. La naissance de la coupe du monde en 1987, la périodicité désormais bi-annuelle des tournées influent sur ce classement et doivent donc être rappelées.
| #  | Joueur         | Dates d'activité | Nombres de sélections |
| -- | -------------- | ---------------- | --------------------- |
| 1  | Todd Clever    | 2003-2017        | 76                    |
| 2  | Mike MacDonald | 2000-2012        | 67                    |
| 2  | Cam Dolan      | 2013-            | 67                    |
| 4  | Luke Gross     | 1996-2003        | 62                    |
| 5  | Alec Parker    | 1996-2009        | 58                    |
| 6  | Mike Petri     | 2007-2015        | 57                    |
| 7  | Louis Stanfill | 2005-2015        | 56                    |
| 8  | Chris Wyles    | 2007-2015        | 54                    |
| 8  | Blaine Scully  | 2011-2019        | 54                    |
| 10 | Dave Hodges    | 1996-2004        | 53                    |
| 10 | Paul Emerick   | 2003-2012        | 53                    |

#### Record de points
| #  | Joueur         | Dates d'activité | Nombres de points |
| -- | -------------- | ---------------- | ----------------- |
| 1  | Mike Hercus    | 2002-2009        | 465               |
| 2  | AJ MacGinty    | 2015-            | 371               |
| 3  | Matt Alexander | 1995-1998        | 286               |
| 4  | Chris Wyles    | 2007-2015        | 222               |
| 5  | Chris O'Brien  | 1988-1994        | 144               |
| 6  | Mark Williams  | 1987-1999        | 143               |
| 7  | Vaea Anitoni   | 1992-2000        | 130               |
| 8  | Joe Taufete'e  | 2015-            | 115               |
| 9  | Kevin Dalzell  | 1996-2003        | 109               |
| 10 | Cam Dolan      | 2013-            | 105               |

#### Meilleurs marqueurs d'essais
| #  | Joueur           | Dates d'activité | Essais |
| -- | ---------------- | ---------------- | ------ |
| 1  | Vaea Anitoni     | 1992-2000        | 26     |
| 2  | Joe Taufete'e    | 2015-            | 23     |
| 3  | Cam Dolan        | 2013-            | 21     |
| 4  | Paul Emerick     | 2003-2012        | 17     |
| 5  | Chris Wyles      | 2007-2015        | 16     |
| 5  | Todd Clever      | 2003-2017        | 16     |
| 5  | Mike Te'o        | 2016-2021        | 16     |
| 8  | Blaine Scully    | 2011-2019        | 15     |
| 9  | Hanco Germishuys | 2016-2022        | 14     |
| 10 | Takudzwa Ngwenya | 2007-2016        | 13     |
| 10 | Nate Augspurger  | 2016-            | 13     |